# Hieracium albomurorum
Hieracium albomurorum es una especie de planta con flor del género Hieracium, de la familia Asteraceae, orden Asterales.

## Distribución
Hieracium albomurorum se distribuye por España.

## Taxonomía
Fue descrita científicamente por Mateo & Egido. Fue publicada en Flora Montiber. 45: 43 (2010).